# Ricardo Gil-Torresano Riego
Ricardo Gil-Torresano Riego (Arroyo de la Luz, Càceres, 1960) Polític. Mèdic. Llicenciat en Medicina per la Universitat de Sevilla, on és especialista en Medicina Familiar i Comunitària.A les municipals de maig del 2011 és elegit alcalde d'Écija, càrrec que ocupa fins al 2015. Ha estat president local del PP, subdelegat del Govern a la província de Sevilla (després del cessament de Felisa Panadero), Coordinador de l'Estratègia d'Envelliment de la Conselleria PP i de l'executiva regional Popular i secretari d'Àrea d'Andalusia. Fins a 2021 va ser Gerent de l'Àrea Sanitària d'Osuna (va ser substituït per Celso Ortiz Sáez), per així formar part de l'Equip Directiu del Districte de Sevilla capital. Finalment, és portaveu del Grup Municipal Popular.